# Zastava Kanade
Zastava Kanade sastoji se od tri uspravna polja: dva crvena i središnjeg bijelog sa stiliziranim javorovim listom.
Godine 1921. kralj Đuro V. proglasio je bijelu i crvenu službenim kanadskim bojama. Crvena je preuzeta s križa svetog Jurja, a bijela s francuskog kraljevskog grba. Javorov list simbolizira kanadsku prirodu i okoliš.